# Fantasiestücke, Op. 73 (Schumann)

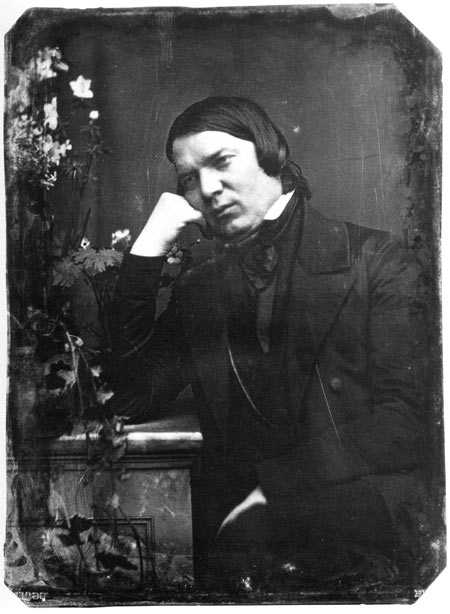
Robert Schumann en 1850.

Drei Fantasiestücke o Phantasiestücke (Tres piezas de fantasía), Op. 73 es un conjunto de tres piezas camerísticas compuestas para clarinete y piano por Robert Schumann en 1849. Aunque desde el principio estaban destinados para clarinete y piano, Schumann indicó que la parte del clarinete también podría interpretarse en viola o violonchelo. También existen versiones para fagot.

## Historia
La composición de las piezas se desarrolló rápidamente en solo dos días en febrero de 1849. El compositor originalmente las denominó "Soirée Pieces" antes de decidirse por el título "Fantasiestücke" (Piezas de fantasía). Este título en particular le gustaba a Schumann, ya que lo usó en varios trabajos. Este título poético promueve la noción romántica fundamental de que la expresión creativa es el producto de la imaginación ilimitada del artista. Además, las connotaciones de "fantasía" justifican los cambios de humor repentinos.

### Título
El título está inspirado en la colección de cartas y escritos sobre música publicada en 1814-1815, Fantasiestücke in Callots Manier del escritor E. T. A. Hoffmann, uno de los autores favoritos de Schumann. El compositor apreciaba mucho el sentido de la fantasía del historietista del siglo XVII.
Esta es una de las cuatro obras compuestas por Robert Schumann que lleva el título de Fantasiestücke (Piezas de fantasía), que son:
- Fantasiestücke, Op. 12 (1837), ocho piezas para piano solo, también basadas en las Fantasiestücke in Callots Manier de E. T. A. Hoffmann.[4]
- Fantasiestücke, Op. 73 (1849), tres piezas para clarinete y piano (ad.lib violín o violonchelo).[5]
- Fantasiestücke, Op. 88 (1842), para piano, violín y violonchelo en cuatro movimientos.[6]
- Fantasiestücke, Op. 111 (1851), tres piezas para piano solo.[7]

## Estructura y análisis
La obra consta de tres movimientos:
- I. Zart und mit Ausdruck, en la menor.
- II. Lebhaft, leicht, en la mayor.
- III. Rasch und mit Feuer, en la mayor.

### I.Zart und mit Ausdruck
La primera de las piezas es una canción sin letra en la que figura la indicación Zart und mit Ausdruck (Delicadamente y con expresión) y está escrita en la tonalidad de la menor. Comienza soñadoramente con toques de melancolía. Mantiene un acompañamiento constante de ritmo de tresillos en el piano, que sostiene una línea de clarinete independiente en su mayor parte. La sección central se distingue por un alejamiento de la menor y figuras descendentes de arpegio en el clarinete. El retorno a la primera sección es casi literal hasta el cambio armónico final a La mayor. La conclusión en esta tonalidad mayor anticipa el siguiente movimiento.

### II.Lebhaft, leicht
La segunda pieza es un intermezzo que lleva la indicación Lebhaft, leicht (Animado, ligero) y está escrita en la mayor. Se trata de una pieza lúdica, optimista, enérgica y positiva. El piano y el clarinete comparten la melodía. La agitada sección central, a su vez dividida en dos partes, está marcada por una repentina modulación a fa mayor con tresillos cromáticos en diálogo con el piano. El retorno de la primera sección pronto se desvía, dando lugar a una elegante coda.

### III.Rasch und mit Feuer
La tercera y última pieza lleva la indicación Rasch und mit Feuer (Rápido y con fuego) y está escrita en la mayor como la pieza inicial. Comienza en forte y con una sensación de urgencia. Los ritmos de tresillos dominan de nuevo la parte del piano, mientras que el clarinete interpreta su melodía más animada hasta la fecha. El ritmo de repente se convierte en un frenesí de pasión y energía ardiente, rayana en lo irracional. El movimiento lleva a los intérpretes a sus límites mientras Schumann escribe schneller und schneller (más y más rápido). La sección central ofrece el menor contraste armónico de todas, pasando discretamente de la mayor inicial a la menor. Schumann escribe una extensa coda para confirmar tanto el estado de ánimo como la tonalidad de la pieza y de todo el conjunto. Finaliza de forma exuberante con un cierre triunfal.